# Aftermath Entertainment
Aftermath Entertainment er et amerikansk pladeselskab startet af Dr. Dre tilbage i 1996, efter han forlod Death Row Records, et andet pladeselskab som han også var med til at starte sammen med Suge Knight.
Selskabet startede i 1996 som en erstatning for Andres arbejde på Death Row Records. Senere er pladeselskabet blevet et af de mest succesfulde indenfor rap, og har mange kendte kunstnere.
Under selskabet er der to underselskaber, drevet af rappere fra Aftermath:
- Shady Records – drevet af Eminem
- G-Unit Records – drevet af 50 Cent

## Kunstnere
- Dr. Dre
- Eminem
- 50 Cent
- Kendrick Lamar
- The Game
- Marsha Ambrosius
- Anderson Paak
- Ez Mil
- Snoop Dogg

## Producere
- Scott Storch
- Focus...
- Mel-Man
- Mike Elizondo
- Mr. Porter